# مجزرة عائلة العالول (4 نوفمبر 2023)
مجزرة عائلة العالول (4 نوفمبر 2023) هي مجزرةٌ ارتكبها سلاح الجوّ الإسرائيلي حينما أغارَ على منزل يتبع لعائلة العالول. وخلال ساعات العصر الأولى ليوم السبت الموافق 4 نوفمبر 2023 قام سلاح الجو بشن سلسلة غارات على مخيم المغازي الذي يقع في وسط قطاع غزة إلى الجنوب من مخيم البريج، واستهدفت هذه الغارات منزل سكني يعيش به كافة أفراد عائلة العالول. هذه المجزرة من ضمن عدة مجازر وقعت خلال عملية طوفان الأقصى. تسبّبت هذه المجزرة الإسرائيليّة والتي استهدفت منازل تضم عدد من المدنيين إلى استشهاد أكثر من 8 شهداء من عائلة العالول وجميعهم من عائلة واحدة.

## خلفية الحدث
في ساعاتِ الصباح الأولى من يوم السابع من أكتوبر 2023 أطلقت حركة المقاومة الإسلامية حماس عبر ذراعها العسكري كتائب الشهيد عز الدين القسام عملية طوفان الأقصى وذلك ردًا على الاعتداءات الإسرائيلية وتدنيس الأقصى والاستمرار في الاستيطان، كما أكّد على ذلك محمد الضيف القائد العام للقسّام والذي أعطى إشارة انطلاق العمليّة التي شهدت اقتحامًا من المقاومين لمستوطنات غلاف غزة ونجحوا في قتلِ عدد كبيرٍ من الجنود الإسرائيلين، وأسر عشرات آخرين كما استطاعوا خلال ساعات قطع عشرات الكيلومترات ووصلوا لمستوطنات أبعد من تلك المحيطة والقريبة من قطاع غزة.
استمرَّت الاشتباكات بين الجيش الإسرائيلي وبين المقاومين في عديد من المستوطنات وعلى رأسها مستوطنة سديروت. الرد الإسرائيلي على هذه العمليّة جاء من خلال شنّ سلاح الجو الإسرائيلي عشرات الغارات العشوائيّة على القطاع متسبّبة في مقتل عشرات المدنيين وتدمير البنية التحتية لمدن القطاع، ليصل حد فرض إغلاق شامل وقطع متعمد لكل الخدمات من ماء وكهرباء وغاز، وهو ما هدَّد حياة أكثر من مليونَي فلسطيني يعيشُ داخل القطاع الذي يُعاني أصلًا من تبعات الحصار الخانق عليهم منذ ستة عشر عاماً.

## الضحايا
الأطفال
- أحمد محمد العالول
- رهف محمد العالول
- كنان محمد العالول
- قيس محمد العالول
- محمد عاطف جمال العالول (7 أعوام)
- جمال عاطف جمال العالول (5 أعوام)

البالغين
- عاطف جمال العالول
- كمال جمال العالول
- أحمد جمال العالول
- سجود جمال العالول